# Pueblo indiánok

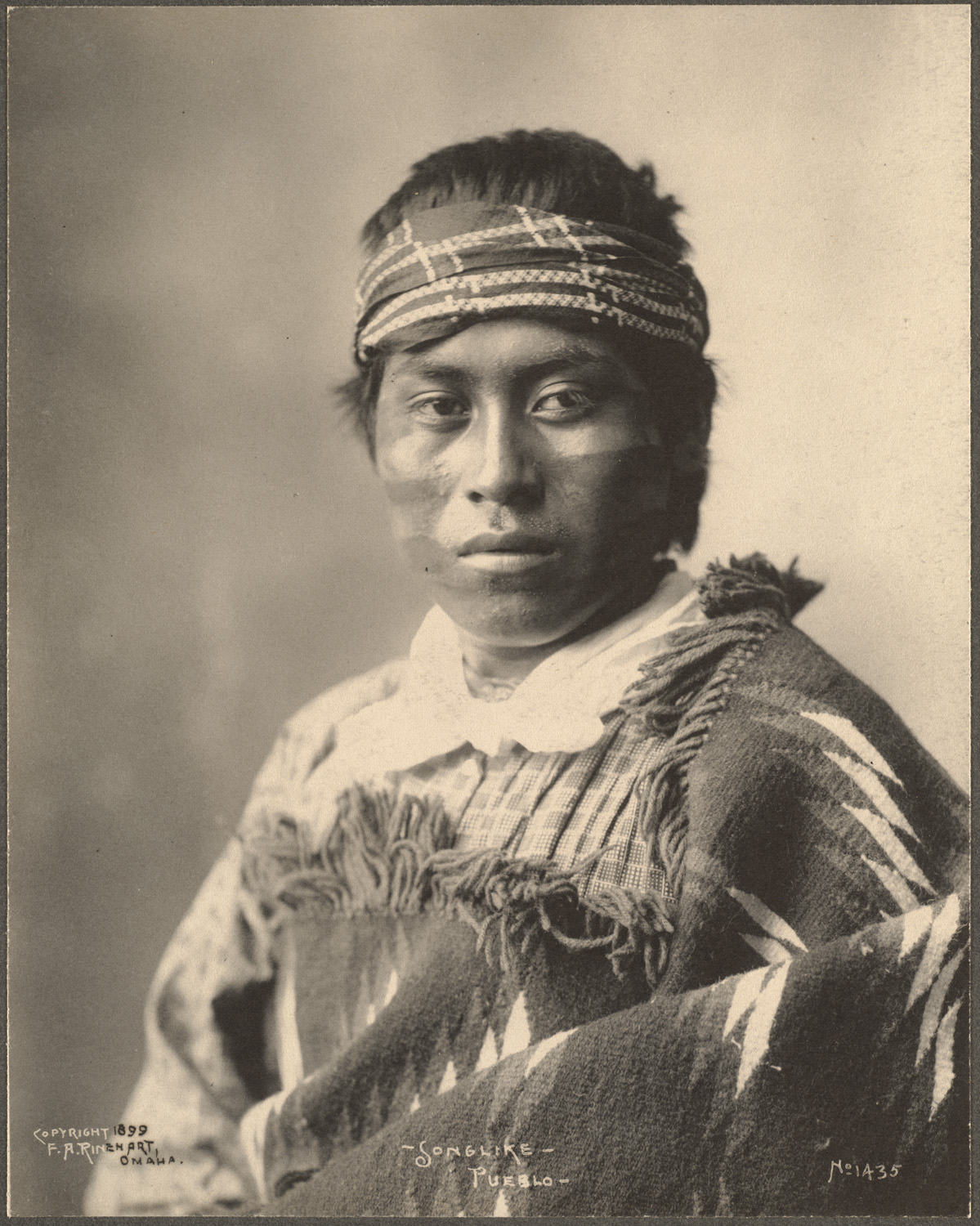
Egy fotó 1899-ből

A pueblo indiánok a mai Új-Mexikó és Arizona államok (Amerikai Egyesült Államok) őslakói, akik már a Kolumbusz előtti időkben falvakban (ún. pueblos) laktak. A földművelés mellett házi iparral is foglalkoztak. 8 törzsre oszthatjuk őket a nyelvük alapján:
- Taos, a Rio Grande felső völgyében
- Tehua, a Rio Grande alsóbb szakaszán, még Santa Fé felett
- Jemez, a Rio Jemez, a Rio Grande jobb oldali mellékfolyójának  partjain
- Tanos vagy Taynos, Albuquerque körül
- Queres, a Sta-Fé-River folyó Rio Grandébe ömlő szakaszán
- Acoma, a Rio San José völgyében
- Zuni, a Zuni nevű folyam mentén
- Hopi vagy Moqui törzs, Arizonában a Rio Colorado és a Colorado Chiquito közti fennsíkon (ez a törzs a soson/kígyó-indiánokkal is rokon)

Ezeken felül van még egy népesség, az anasazik, akiknek eredetükről és rokonságukról gyakorlatilag semmit sem tudunk, mivel pueblóik már a gyarmatosítás idején sem voltak lakottak. Nevük jelentése: Ősök, lakhelyük a Chaco-kanyon környékén, Új-Mexikó, Arizona, Utah és Colorado államok találkozásánál, a mogollonoktól és hohokamoktól északra volt.
A területet Álvar Núñez Cabeza de Vaca 1536-ban, és Coronado 1540-ben fedezték fel. Leírták, hogy a pueblo indiánok faragott kövekből emelt magaslatokra (ún. mesas-okra) építették lakóházaikat. Ezek a lakóházak általában kör alaprajzú, emeletes építmények voltak. A legfelső emelet kifelé fordított volt, míg a többi teraszszerűen kiugrott az épületből. A legalsó emelet (ún. estufa) pedig félig a föld alatt helyezkedett el, ez szolgált lakószobául, és itt tartották a vallási szertartásaikat is. Kultúrájuk és iparuk a mai napig megfigyelhető a még fennmaradt törzseknél, és a Washingtoni Nemzeti Múzeumban. Az ezen a területen talált agyagedények fejlett iparágról árulkodnak. Az edényeket ásványi festékekkel vonták be, állatokat, mitológiai motívumokat és geometrikus alakzatokat ábrázoltak rajtuk.

## Képek

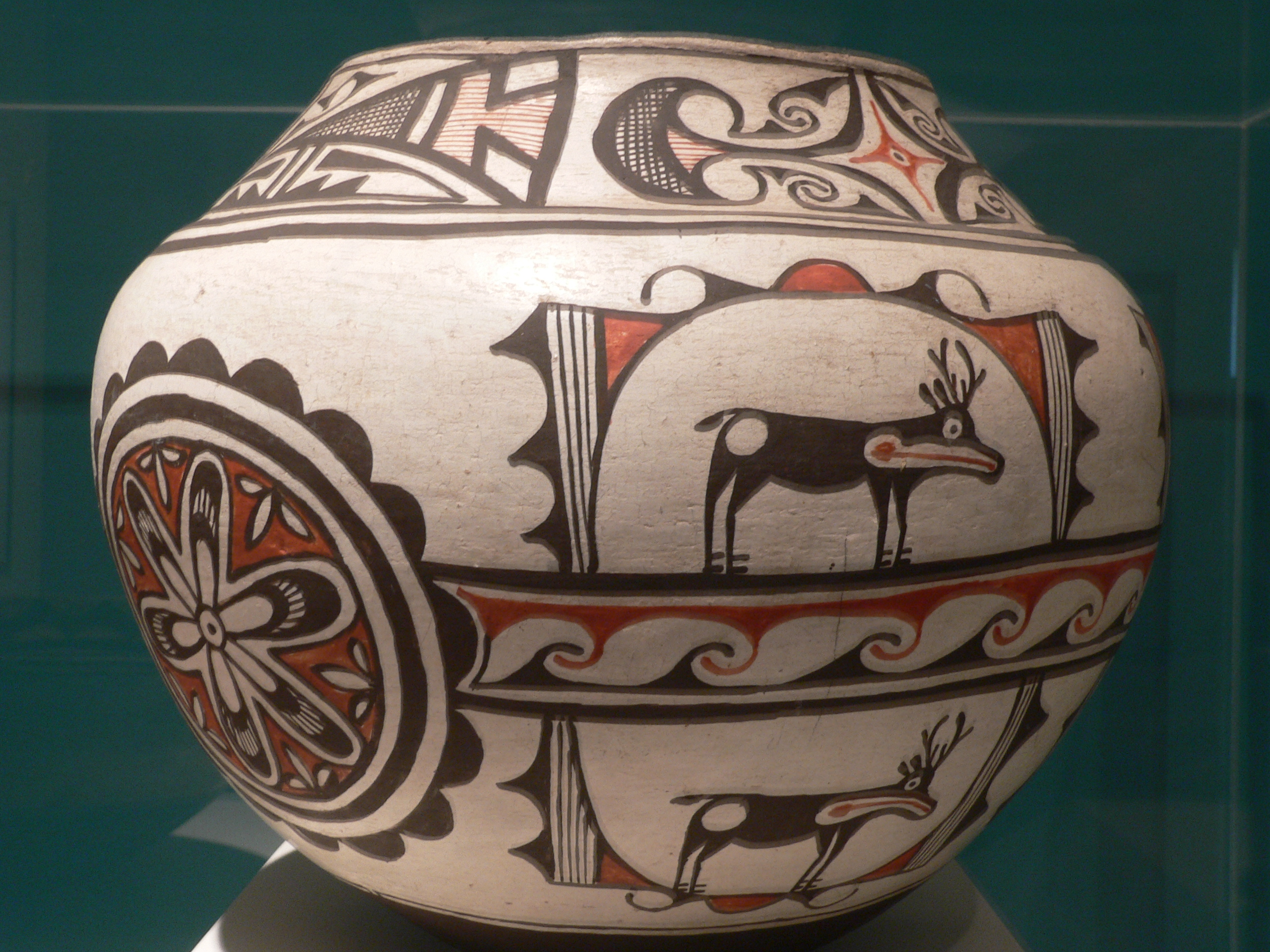
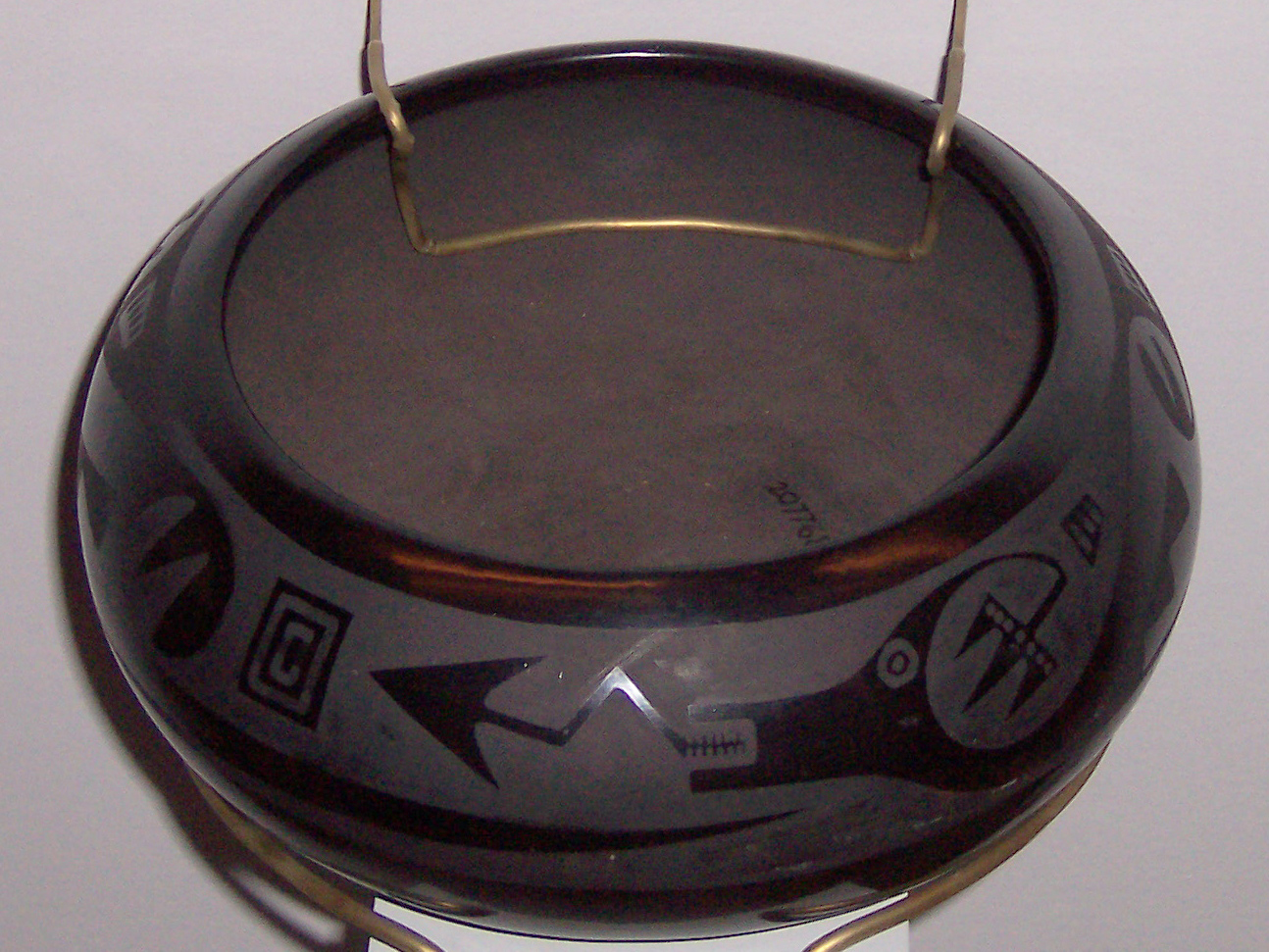
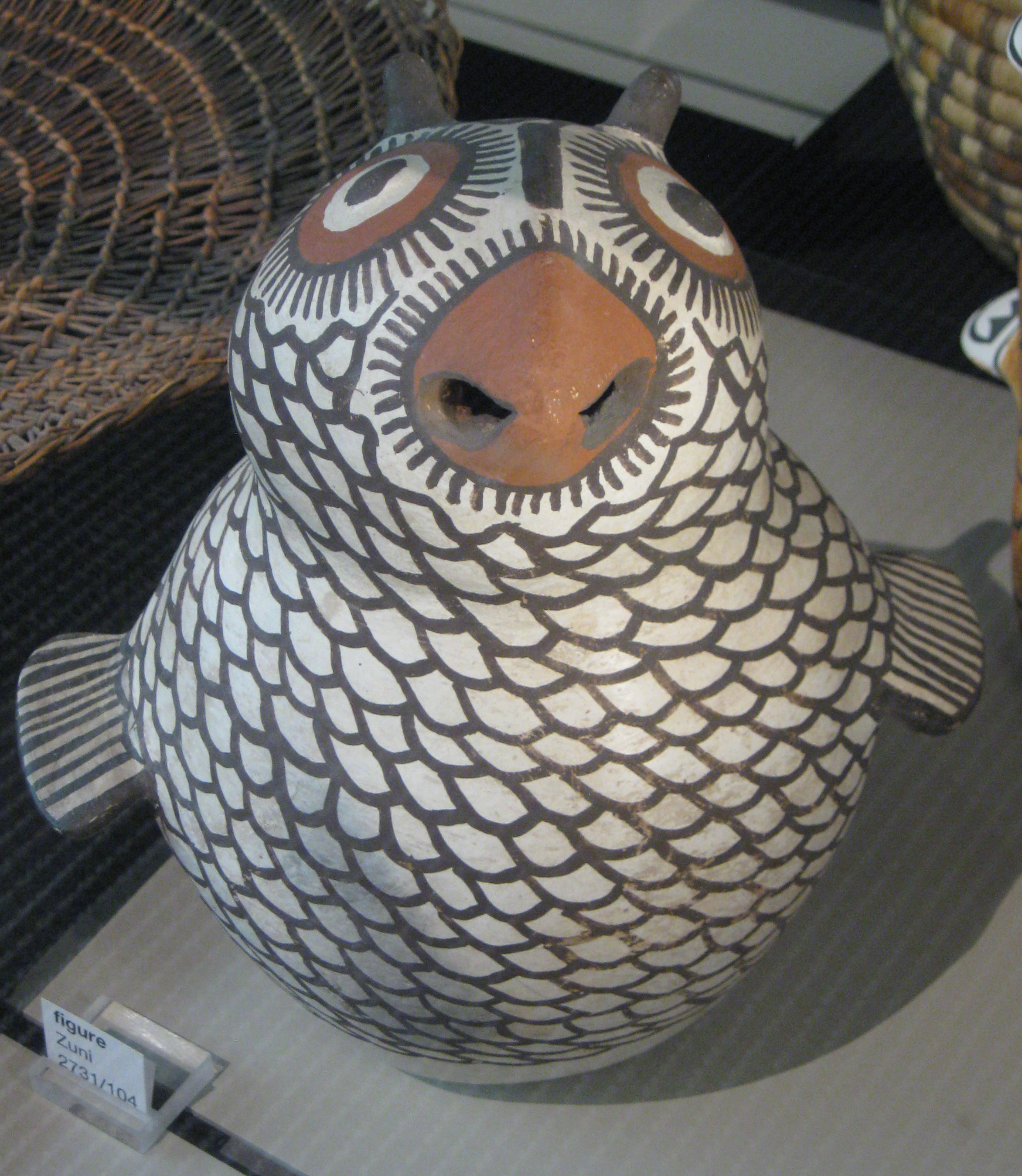
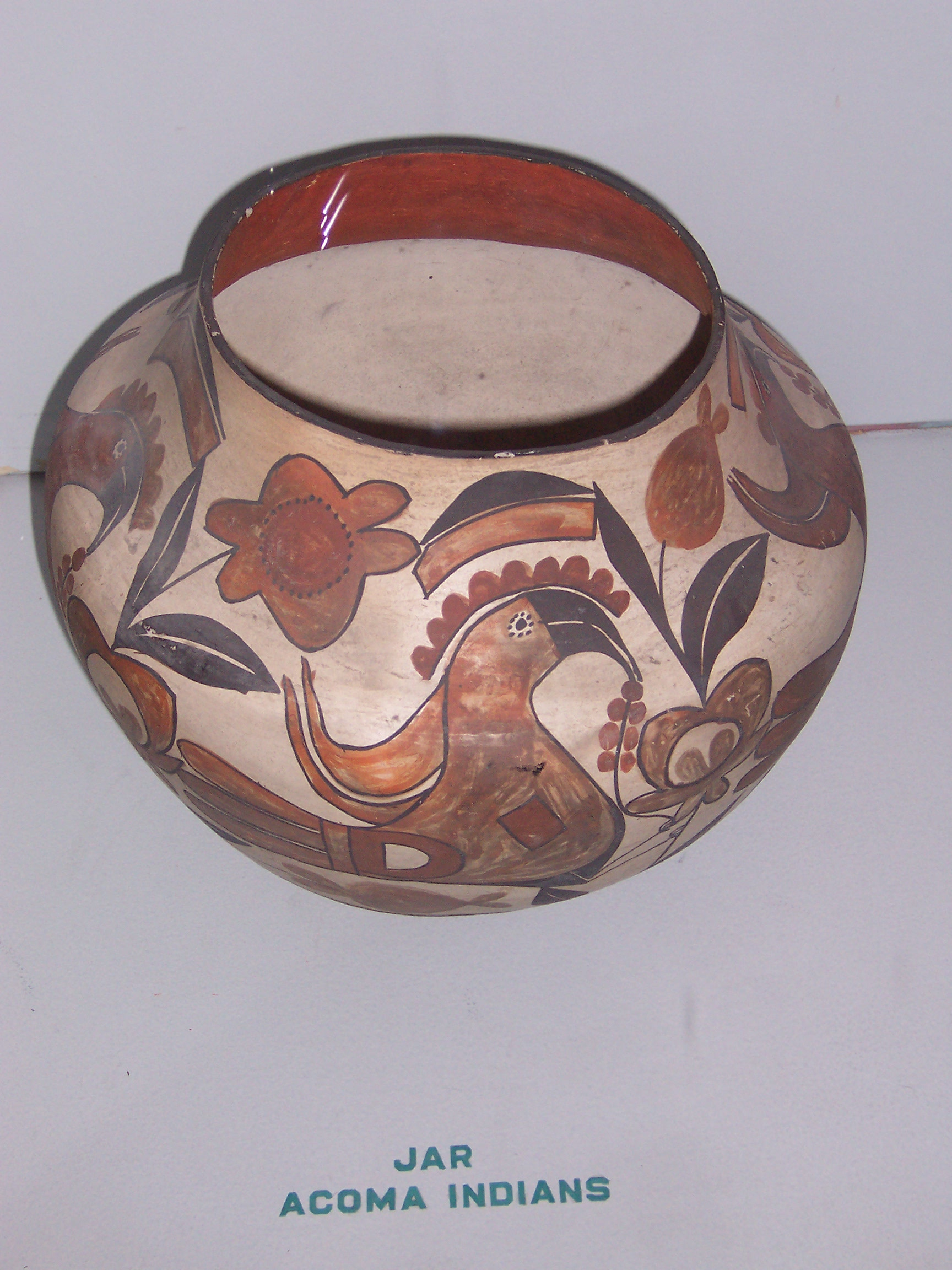
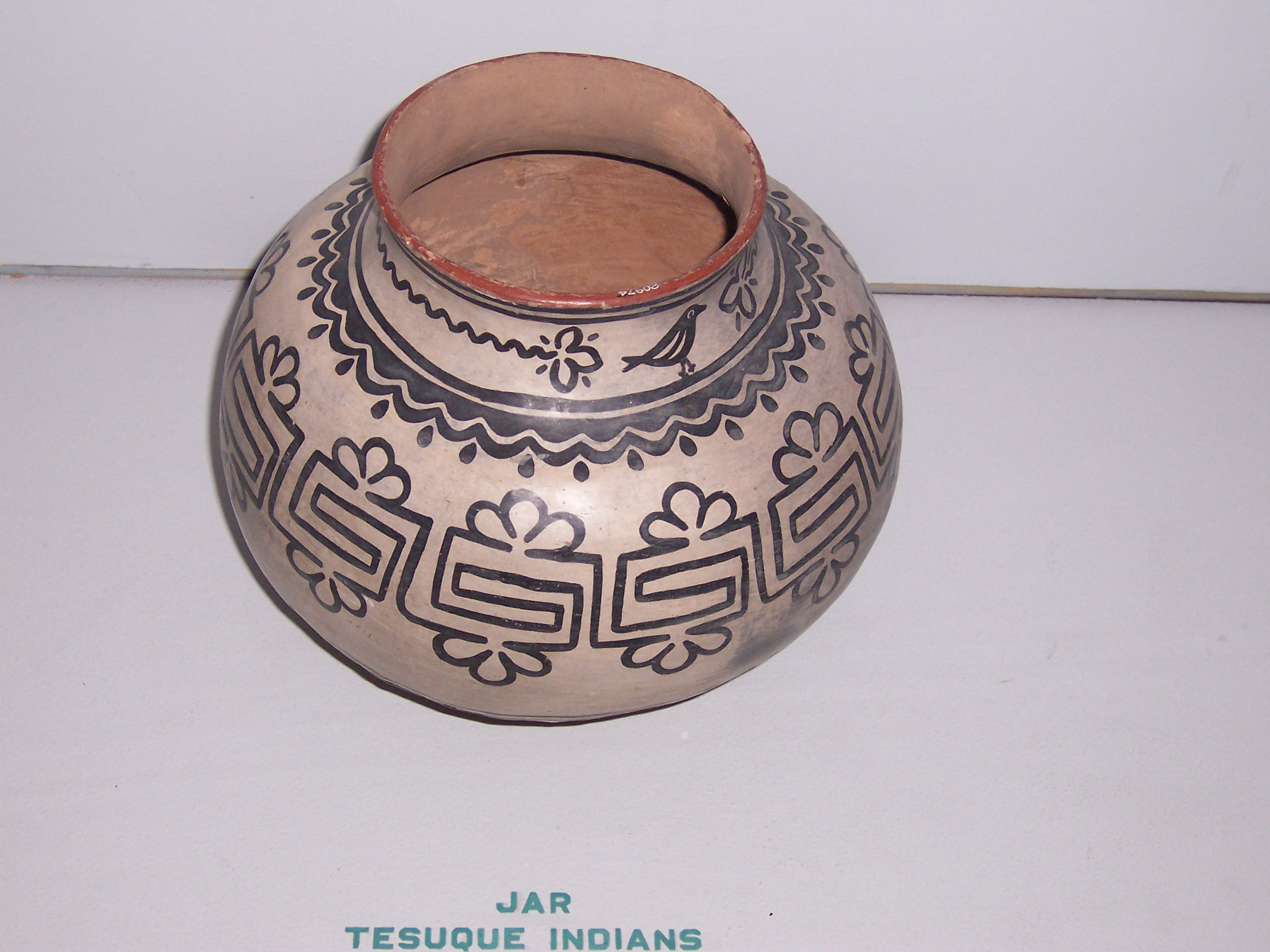